# Odsouzený z Pinktownu
Odsouzený z Pinktownu je československý krátkometrážní černobílý televizní film režiséra Martina Friče z roku 1965 natočený podle námětu André-Paula Antoina. Film vyrobila ČST (Televizní filmová tvorba Praha 1965). Anglický titul filmu zní Condemned from Pinktown, německý Der Verurteilte von Pinktown.
Jedná se o satiru, odsouzený Grigori Battisti se má podrobit popravě na nově zakoupeném elektrickém křesle v malém městečku Pinktown.

## Herecké obsazení
| Rudolf Hrušínský  | odsouzený Grigori Battisti |
| Jiří Sovák        | šerif                      |
| Vlastimil Brodský | kat                        |
| Čestmír Řanda     | soudce                     |
| Miloš Kopecký     | redaktor                   |
| Ilja Prachař      | lékař                      |
| Josef Kemr        | pastor                     |
| Stella Zázvorková | Mary                       |

## Děj
V úvodu filmu se objevuje záběr na úvodní stránku novin The New York Times, kde divák čte:
| The New York Times |
| Z PINKTOWNU Dnes v poledních hodinách bude v místní věznici vykonána POPRAVA NA GRIGORIM BATTISTOVI jehož žádost o milost byla včera guvernérem zamítnuta. |

Následují reklamní inzeráty na výrobky firmy Smith & Smith - ledničky, fény, žehličky, vysavače a také elektrická křesla.
| Inzerát                             |
| ELEKTŘINOU K HUMANITĚ Smith & Smith |

| Inzerát                                                                                |
| NAŠE KŘESLA ZARUČÍ OKAMŽITOU BEZBOLESTNOU SMRT DODÁVÁME STÁTNÍM VĚZNICÍM Smith & Smith |

| Inzerát                                                     |
| NEJNOVĚJŠÍ ELEKTRICKÁ KŘESLA Smith & Smith ZÁKONEM CHRÁNĚNO |

V popravčí místnosti spí na lavičce kat Will (Vlastimil Brodský). Budí ho šerif (Jiří Sovák) a říká mu, že se má nachystat na popravu odsouzeného Grigori Battisty (Rudolf Hrušínský), kterému bylo zamítnuto omilostnění. Katovi to není po chuti, má to být první poprava na elektrickém křesle a on by raději popravu po staru (oběšením). Šerif zdůrazňuje, že z toho má být velká událost, po otevření nového vězení a zakoupení el. křesla na splátky (stálo 2 756 US$) bude popravě přítomen i novinář. Kat se tedy jde připravit. Zatím se do místnosti dostaví soudce (Čestmír Řanda) v doprovodu novináře (Miloš Kopecký), pastora (Josef Kemr) a lékaře (Ilja Prachař). Soudce vysvětluje, že soud býval donedávna v 320 km vzdáleném Crosstownu, což bylo zejména v zimě velmi nepraktické. Novinář se zajímá o místní kriminalitu a pánové mu potvrdí, že nemají mnoho obviněných. Místní živly jsou zvyklé vyřídit si účty samy mezi sebou. Čerstvý adept na popravu je darebák, protože není zdejší. Pastor podotkne, že je i obětí - hříšného chtíče. Je totiž obviněn ze znásilnění. Novinář se ptá dál a pochopí to tak, že obviněnému Battistovi byla zvýšena sazba, aby se mohlo vyzkoušet elektrické křeslo. Pastor podotkne, že to pro něj bude úleva. Lékař objasní, že zadržený trpí „reumatismem“. Novinář se táže, zda už někdo z přítomných gentlemanů byl přítomen u popravy na elektrickém křesle. Když zjistí, že nikdo z nich, prohlásí, že je to otřesná věc, nic pro slabé žaludky, načež vytáhne láhev kořalky a všem nabídne. Podrobně popíše své zkušenosti u předchozích tří exekucí elektrickým proudem a pánům z Pinktownu se dělá špatně při této představě.
Do popravčí sině je přiveden odsouzený Grigorio Battisti. Stěžuje si na revma a na vlhké zdi věznice. Když se dozví, že bude popraven, bere to jako běžnou věc. Hrne se do křesla, ale soudce žádá dostát formalitám. Ptá se na vězňovo prohlášení. Ten zopakuje, že je nevinný, znásilnila ho údajně Mary (Stella Zázvorková). Když je připoután v křesle, někdo se dobývá do místnosti. Je to Mary, přišla vězně zachránit. Tvrdí, že u soudu lhala. Chce si ho vzít domů a starat se o něj. Mary má čistě zištné důvody, Battisti totiž vyhrál v sázkách 70 000 US$. Soudce chce přesto dál pokračovat v popravě, ale pod tíhou argumentů rozhodne o odvázání. Seznamuje Grigoriho o nových faktech, ale když se ten dozví, že s ním chce Mary žít, trvá dál na popravě. Mary omdlí a je posléze vynešena ze síně. Pánové se zajímají o Battistiho výhru, ten už chce mít všechno z krku a odkáže ji na výzkum revmatismu. Gentlemani jsou nadšeni, hodlají založit cenu Gregori Battistiho na jeho počest. Kat dostane svolení přistoupit opět k exekuci. Po stisknutí červené páčky se nic nestane mimo to, že sám dostane lehký zásah el. proudem. Je rozčilený a nadává na nefunkční modernu. Elektrikář není k dispozici, je na cestách a má se vrátit až příští den. Vězeň je zase odvázán a nabídne se, že se na poruchu podívá. Do třetice už funguje, Battisti se na křesle třepe, ale stále je při vědomí. Když už to trvá moc dlouho, rozhodne soudce o odročení popravy. Po odvázání se vězeň směje, křeslo ho zbavilo revmatismu. Pastor si myslí, že se stal zázrak, ale šerif si všimne přehozené fáze, Battisti dostal místo 20 000 voltů sotva padesát. Teď už se cítí dobře a do křesla se mu zpátky nechce. Do debaty vstoupí příchozí novinář, který upozorní na fakt, že trest smrti byl již ve státě zrušen guvernérem. Gentlemani se dohadují, co teď bude s nákladným křeslem. Battisti navrhne, že se může založit společnost na léčbu revmatismu elektrickým proudem. Všichni nadšeně souhlasí a novinář chce pořídit první snímek správní rady kliniky v Pinktownu. Vyzve kata, aby šel na své místo a hlásí, že bude fotit. „Pozor... teď!“ Kat to automaticky bere jako povel k popravě a stlačí červenou páčku. Teprve teď křeslo funguje, jak má a Battisti z něj vyskočí (už byl naštěstí pro něj odvázán) a utíká pryč.

## Citáty
„Nechcete se se mnou pomodlit?“ (pastor se táže odsouzeného)
„Nechci! Vidíte, že teď nemám čas, já si to s ním vyřídím osobně!“ (odsouzený Grigorio Battisti)